# Estreptopus
L'estreptopus(Streptopus amplexifolius) és una espècie de la família de les liliàcies que podem trobar a les muntanyes del centre i Sud d'Europa, com als Pirineus on és més aviat rara de veure. També és present en ambients boreals d'Amèrica del Nord i Àsia.

## Descripció
Sol compartir l'espai, entremig de caos de blocs granítics i les comunitats de megafòrbies de l'estatge subalpí, amb dos altres liliàcies molt més espectaculars i que a primer cop d'ull no s'hi assemblen gaire: el marcòlic i el marcòlic groc.
És una planta herbàcia perenne que creix fins als 40-100 cm d'alçada. La característica més evident són les seves tiges en zig-zag, que canvien de sentit a cada nus. Les fulles són alternes, oblong-lanceolades, de 5-14 cm de llarg que abracen a la tija (amplexicaules). Les flors petites, de color blanc verdós, pengen de l'axil·la en pedicels prims d'1 a 2 cm, cada flor amb sis tèpals de 9 a 15 mm de llarg. Els fruits, de la mida d’un pèsol, són vermells quan arriben a la maturitat.
El nom del gènere és un compost de l'adjectiu grec στρεπτός (streptos) "torçat" i del substantiu πούς (pous) "peu" en referència a la forma retorçada de la tija. L'epítet específic es refereix a les fulles amplexicaules que abracen a la tija per llur base.

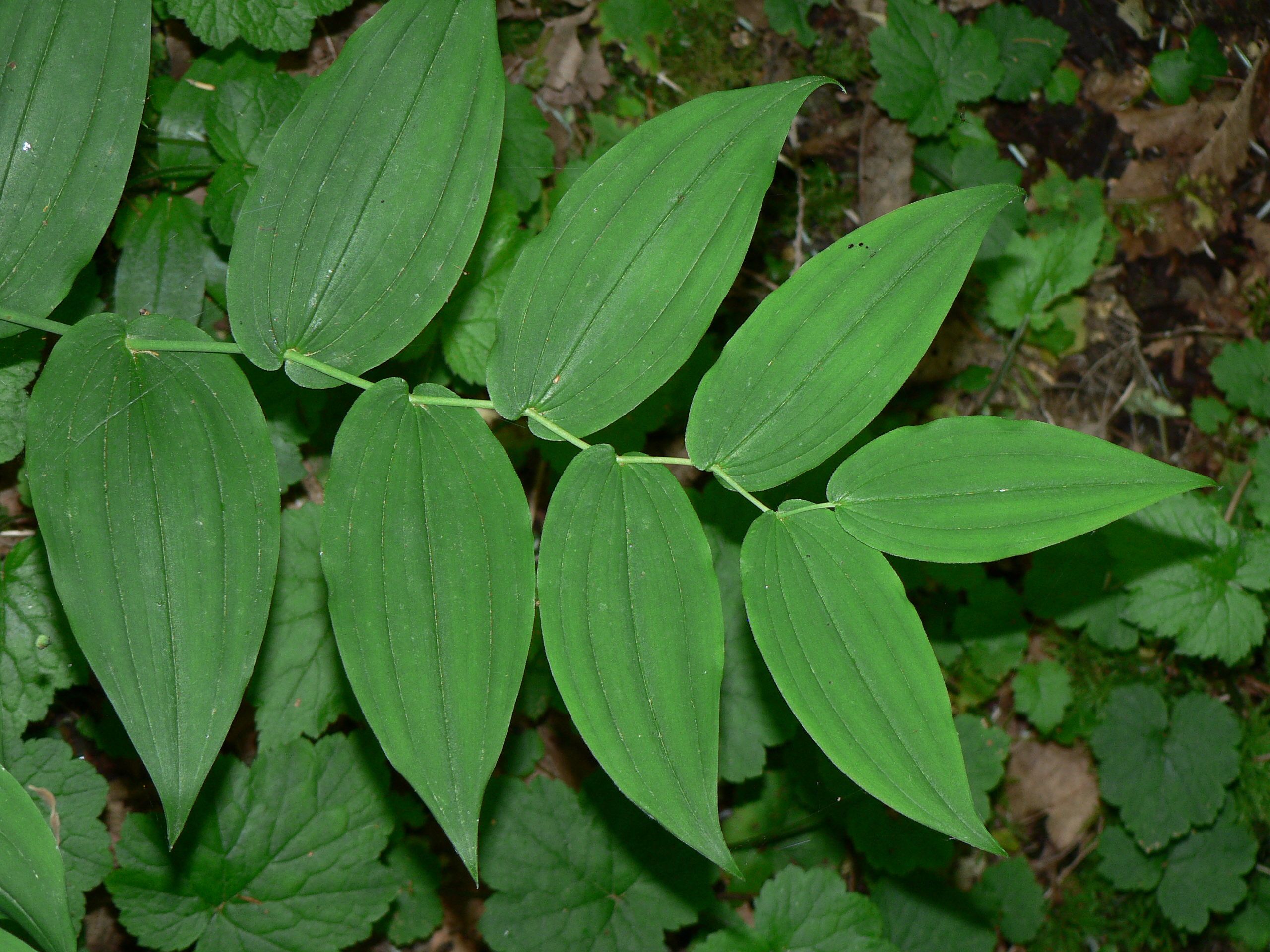
Tija i fulles
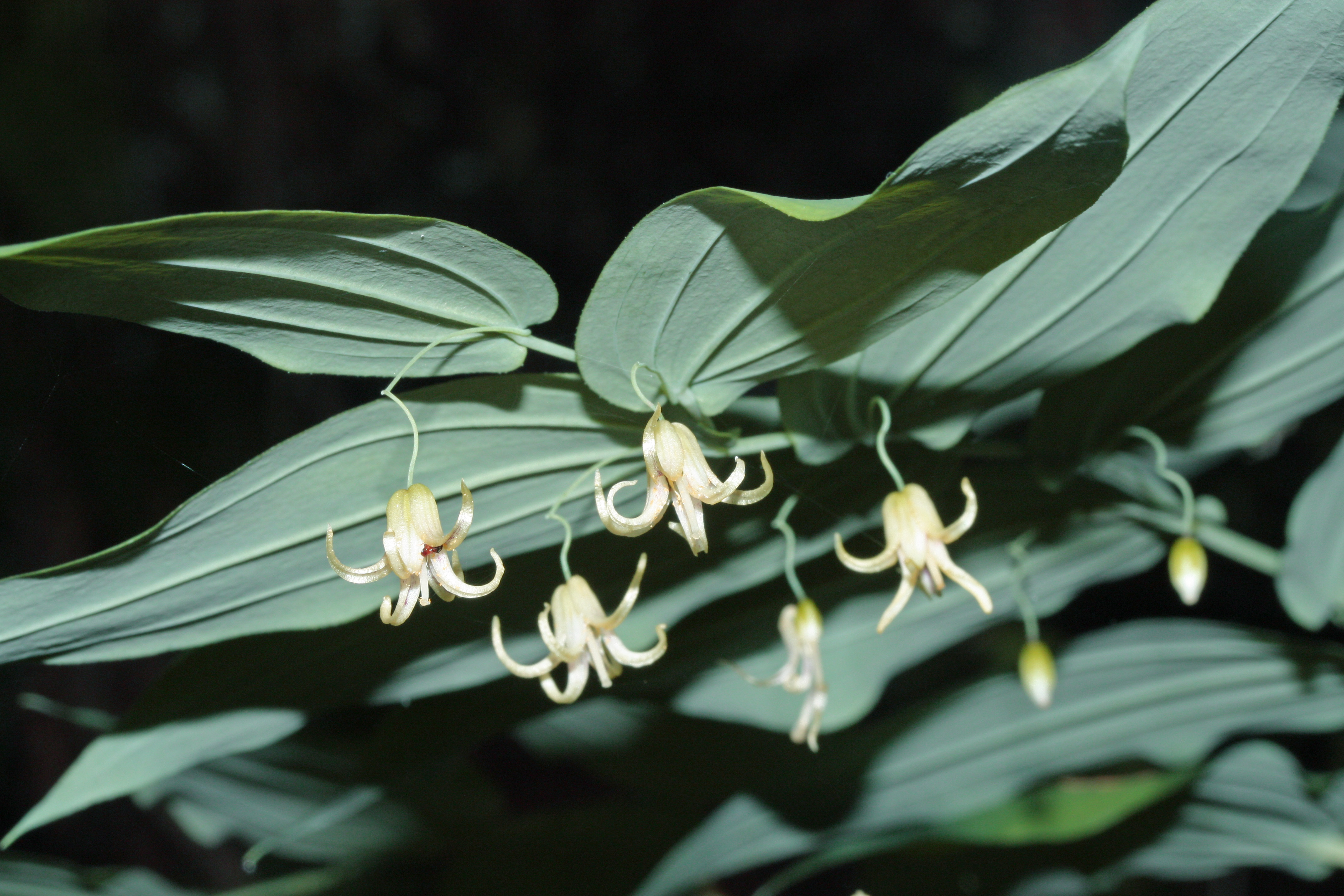
Flors
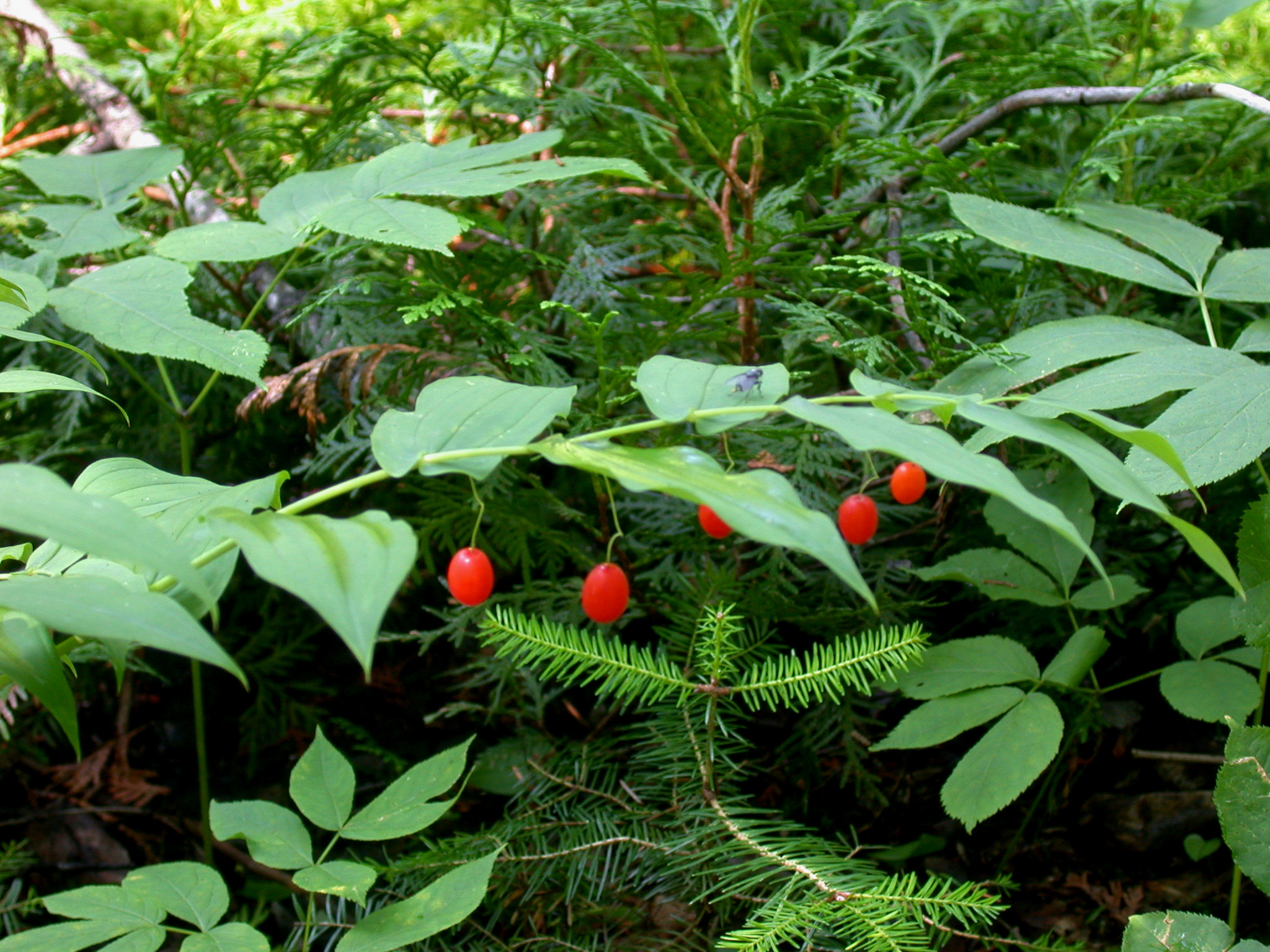
Fruits